# Гушоєнь (комуна)
Гушоєнь, Гушоєні (рум. Gușoeni) — комуна у повіті Вилча в Румунії. До складу комуни входять такі села (дані про населення за 2002 рік):
- Бурделешть (374 особи)
- Гушоянка (342 особи)
- Гушоєнь (275 осіб)
- Дялу-Маре (100 осіб)
- Мегурень (221 особа)
- Спирлень (586 осіб)

Комуна розташована на відстані 159 км на захід від Бухареста, 47 км на південний захід від Римніку-Вилчі, 49 км на північний схід від Крайови.

## Населення
За даними перепису населення 2002 року у комуні проживали 1898 осіб.
Національний склад населення комуни:
| Національність | Кількість осіб | Відсоток |
| -------------- | -------------- | -------- |
| румуни         | 1881           | 99,1%    |
| цигани         | 17             | 0,9%     |

Рідною мовою назвали:
| Мова      | Кількість осіб | Відсоток |
| --------- | -------------- | -------- |
| румунська | 1897           | 99,9%    |
| німецька  | 1              | 0,1%     |

Склад населення комуни за віросповіданням:
| Релігія     | Кількість осіб | Відсоток |
| ----------- | -------------- | -------- |
| православні | 1891           | 99,6%    |
| адвентисти  | 4              | 0,2%     |